# Achatia vitis
Achatia vitis là một loài bướm đêm trong họ Noctuidae.